# خالد حنفي (وزير)
الدكتور خالد محمد حنفي محمود وزير التموين والتجارة الداخلية سابقاً, من مواليد 1965.

## التأهيل العلمي
- حاصل على درجة الدكتوراه في الاقتصاد (التجارة الدولية).
- حاصل على الماجستير في التنمية الاقتصادية الإقليمية والمجتمعات الجديدة – جامعة الإسكندرية.
- حاصل على العديد من الدبلومات والشهادات الاحترافية من جامعات أمريكية: جورج واشنطن، ثندربيرد بولاية أريزونا وجامعة ولاية لويزيانا، ومعهد البنك الدولي بالولايات المتحدة ولاية بنسلفانيا في مجالات مرتبطة بإدارة الإعمال والتجارة والنقل واللوجيستيات.

## حياته المهنية
تولى العديد من المناصب منها:
- رئيس جهاز تنمية التجارة الداخلية
- عميد كلية النقل الدولي واللوجيستيات بالأكاديمية العربية للعلوم والتكنولوجيا والنقل البحري
- المدير التنفيذي للمعهد العربي للتجارة والبورصات السلعية
- رئيس قسم التسويق والأعمال الدولية بالأكاديمية العربية
- وكيل كلية الإدارة ورئيس قسم التدريب والاستشارات بالأكاديمية العربية.
- عمل استشاريا وخبيرا اقتصادي للعديد من الهيئات والمنظمات المحلية، العربية والدولية والوزارات والأجهزة الحكومية
- عضوا للعديد من مجالس الإدارات, وقدم العديد من المشروعات البحثية.
- قاد فرق عمل وشارك في العديد من الدراسات والأبحاث وورش العمل في مجالات مختلفة من الاقتصاد وسلاسل الإمداد والنقل واللوجيستيات والاستثمار مع معظم المؤسسات الدولية مثل البنك الدولي – الاتحاد الأوربي- الجامعة العربية – منظمة الصحة العالمية – غرفة التجارة الدولية- صندوق النقد الدولي- منظمة التجارة العالمية.
- شارك في مشروعات قومية كاستشاري مثل مشروع القومي للميناء والمنطقة اللوجيستية والصناعية شرق بورسعيد ومشروع محور قناة السويس اللوجيستي
- رئاسة هيئة تحرير الدستور الاقتصادي الذي قدم رؤية لمستقبل مصر الاقتصادي والاجتماعي بعد ثورة يناير وذلك برعاية الغرف التجارية المصرية التي عمل مستشارا اقتصاديا لها لسنوات، وقدم رؤى ودراسات خاصة عن الدعم ورغيف الخبز وتطوير التجارة واللوجيستيات.
- عمل وما زال أستاذا بالأكاديمية العربية للعلوم والتكنولوجيا والنقل البحري وأشرف وحكم على العديد من الرسائل والأبحاث العلمية في الأكاديمية وفي العديد من جامعات مصر
- عمل أستاذا زائرا وباحثا مشاركا في جامعات فرنسا وإسبانيا والولايات المتحدة
- له العديد من الأبحاث العلمية المنشورة في الدوريات والمجالات والمؤتمرات المحلية والدولية.